# Automobil (tidning)
Automobil var en svensk tidning om bilar, som gavs ut mellan 1982 och 2012. Tidningens fokus var sport- och prestandabilar. Skapades av Kjell Broberg, Staffan och Gunilla Svedenborg.